# ارجنک (شهرکرد)
ارجنک روستایی از توابع شهرستان شهرکرد در استان چهارمحال و بختیاری است.

## وجه تسمیه
وجه تسمیه ارجنک به خاطر وجود جنگلهای زیبایی از درختچه‌های ارجن (ارژن) بوده که به معنای ارجن کوچک می‌باشد و بر روی کوه‌های ارجنک می‌رویند. این درختچه‌ها در اوایل اردیبهشت شکوفه می‌زنند و بوی مطبوعی در کوهستان پراکنده میکند که بو و منظره آن هر بیننده ای را مدهوش می‌کند. قدمت این روستا به زمان نادر شاه افشار بازمی‌گردد. ارجنک در ابتدا به صورت قلعه ای برای دامداری بوده است که دو درب ورودی و چهار برج داشته است. 

## مردم
مردم این روستا فارس می باشند و به زبان فارسی  سخن می گویند.

## جمعیت
این روستا در دهستان حومه قرار دارد و براساس سرشماری مرکز آمار ایران در سال ۱۳۸۵، 
.